# Los Enemigos
Los Enemigos va ser un grup de rock espanyol, creat el 1985 a Madrid i dissolt el 2002, després d'una gira acústica per a presentar el seu darrer treball, Obras Escondidas. L'ànima del grup i figura més carismàtica, Josele Santiago, continua exercint la professió. Al 2012 tornaren novament als escenaris.
Han realitzat múltiples col·laboracions, en discs homenatge a Joan Manuel Serrat, Rosendo Mercado, Burning o Federico García Lorca; en la recopilació en defensa de la oficialitat de l'asturià, L'asturianu muévese, o per bandes sonores de pel·lícules, com Tengo una casa de Mónica Laguna o Se buscan fullmontis d'Álex Calvo-Sotelo.

## Components
Aquesta és la darrera formació del grup, tot i que quasi estable des de la gravació del disc La vida mata, l'any 1991: 
- Josele Santiago, fundador del grup: lletres, guitarres i veu
- Fino Oyonarte: baix i cors
- Chema "Animal" Pérez: bateria, percussió i cors
- Manolo Benítez: guitarres i cors

## Discografia[4]

### Àlbums
- Ferpectamente (1986)
- Un tío cabal (1988)
- La vida mata (1990)
- La cuenta atrás (1991)
- Sursum corda (1994)
- Tras el último no va nadie (1994)
- Alguna copla de los enemigos (1995) (Recopilatori)
- Gas (1996)
- Tengo una casa (1996) (Banda sonora)
- Nada (1999)
- Se buscan fulmontis (1999) (Banda sonora)
- Obras escocidas (1985-2000) (2001) (Doble CD en directe)
- Obras escondidas (2002) (En directo)
- Hasta el lunes (2012) (CD + DVD en directo)
- Desde el jergón (2012) (Capsa formada per 5 CD i 1 DVD, inclou Hasta el lunes)
- Vida inteligente (2014)

### EP
- Por la sombra/hermana amnesia (1995)
- Gira Gas (1996)
- Igual caen dos (1997)
- Na de na (1999)